# NGC 858
NGC 858 (również PGC 8451) – galaktyka spiralna z poprzeczką (SBc), znajdująca się w gwiazdozbiorze Wieloryba. Odkrył ją Francis Leavenworth w 1886 roku.
Towarzyszy jej dużo mniejsza galaktyka 2MASXJ02123376-2228092, zwana czasem NGC 858-2, jednak nie wiadomo, czy istnieje między nimi fizyczny związek.